# Hospital Masanga
El Hospital Masanga (en inglés: Masanga Hospital) es un hospital que proporciona atención médica gratuita en pediatría, maternidad, medicina general y cirugía. Se encuentra en el distrito Tonkolili, Provincia del Norte, en el país africano de Sierra Leona. El hospital fue saqueado y utilizado como bastión de los rebeldes durante la guerra civil de Sierra Leona, pero después de haber sido reabierto en 2006, ahora funciona como un hospital rural, una vez más. La remodelación ha sido supervisada y financiada por una asociación de adventistas de Sierra Leona en el Extranjero (SLAA) y amigos asociados de Masanga (AFOM), dos organizaciones no gubernamentales de caridad con sede en el Reino Unido y Dinamarca, respectivamente.